# LostAlone
LostAlone ist eine dreiköpfige britische Rockband aus Derby (Derbyshire).

## Biographie
Songwriter und Frontman Steven und Mark haben schon seit ihrer Kindheit in verschiedenen Bands zusammen gespielt.
Anfang 2005 gründeten sie mit Bassist Tom die Band LostAlone. Gleich darauf wurde die EP Light the Waves eingespielt und eine Tour mit der japanischen Elektro-Rockband Electric Eel Shock absolviert. Danach gab es weitere Auftritte in Deutschland, unter anderem beim Bochum-Total-Festival.
Zurück in England nehmen sie, dank eines Plattenvertrages bei Scorpia, mit Produzent Matt Ellis (Komakino, Ego Parade) die Debütsingle Blood Is Sharp auf, dessen Videoclip 2006 sogar bei MTV gespielt wurde.
Helterskelter nahm sie unter Vertrag und sie tourten weiter u. a. mit Ex-Skunk-Anansie-Frontfrau Skin und Silverstein; aufgrund dessen bekamen sie auch einen Vertrag bei dem deutschen Label Marx Capital Records.
Im Mai 2006 arbeiteten sie weiter am Debütalbum Say No to the World und tourten danach abermals sowohl als Support für The Kooks, Enter Shikari und My Chemical Romance als auch als Headliner z. B. beim Bochum Total-Festival.
Im September 2006 erschien die EP Blood Is Sharp und im Dezember Unleash the Sands of All Time, gefolgt von dem Album Say No to the World im April 2007.
2010 waren sie Vorband von 30 Seconds to Mars auf deren Europa-Tournee.
2014 veröffentlichten die Bandmitglieder ein Statement, dass sich LostAlone zum Ende dieses Jahres auflösen würde. Am 19. Dezember spielten sie in ihrer Heimatstadt Derby ihr letztes Konzert.

## Diskographie

### EPs
- 2005: Light the Waves
- 2006: Blood Is Sharp (Scorpia)
- 2006: Unleash the Sands of All Time (Scorpia)
- 2007: Elysium (Scorpia)
- 2007: Honey & Burlesque (Scorpia)

### Alben
- 2007: Say No to the World (Scorpia)
- 2012: I’m A UFO In This City (Graphite)
- 2014: Shapes of Screams (Graphite)